# Storforshei
Storforshei este o localitate din comuna Rana, provincia Nordland, Norvegia, cu o suprafață de 0,62 km² și o populație de 615 locuitori (2013).